# Michael Bradley (cestista)
Michael Thomas Bradley (Worcester, 18 aprile 1979) è un ex cestista e allenatore di pallacanestro statunitense.

## Carriera

### High school e college
Frequenta la Burncoat High School in Massachusetts. Seguono due anni alla Università del Kentucky, dove vinse il titolo NCAA nel 1998, e due alla Villanova University, college che notoriamente hanno sfornato moltissimi giocatori NBA. Nell'ultima stagione a Villanova mantenne statistiche di prim'ordine, 20,8 punti e 9,8 rimbalzi a partita, e per questo venne inserito nell'NCAA AP All-America Second Team. Lo stesso anno si dichiarò eleggibile nel Draft NBA.

### NBA
Selezionato come diciassettesima scelta al primo giro dai Toronto Raptors, trovò pochissimo spazio nel suo anno da rookie, 1,2 punti e 0,9 rimbalzi di media a partita. Durante la seconda stagione ebbe possibilità di mettersi in mostra maggiormente e le sue statistiche ne risentirono positivamente: 5 punti e 6 rimbalzi in 20 minuti di media. Segnò il suo career high contro i Detroit Pistons, 16 punti. Prima della sua definitiva esplosione si procurò però una grave contusione alla clavicola destra, e ciò lo fermò per molti mesi, tanto che nel marzo 2004 venne svincolato da Toronto e firmato dagli Atlanta Hawks, con i quali giocò undici partite a 1,1 punti e 1,1 rimbalzi. La stagione 2004-05 fu per lui un continuo trasferimento, cambiò ben tre squadre: svincolatosi da Atlanta andò prima agli Orlando Magic, poi ai Sacramento Kings, e infine ai Philadelphia 76ers, trovando in tutte queste pochissimo spazio. La stagione 2005-06 fu sempre a Philadelphia, e in 46 partite, di cui una sola partendo da titolare, totalizzò 1,5 punti, 2,3 rimbalzi e 0,4 assist a partita. Visto il basso minutaggio con cui era impiegato, Bradley decise di trasferirsi a giocare in Europa.

### Spagna
Fece una prima stagione in Spagna, la 2006-07, con il San Sebastián Gipuzkoa BC, disputata a buoni livelli nella prima serie spagnola. Tornò nel paese iberico a stagione 2007-08 inoltrata, precisamente in marzo nella squadra CB Granada.

### Germania
Brevissima è stata la sua parentesi in Germania, all'ALBA Berlino, dall'agosto al novembre 2007.

### Lituania
Venne ceduto dall'ALBA alla squadra lituana dello Zalgiris Kaunas. Qui passò gran parte del tempo infortunato, ma in sette partite disputate ebbe 7 punti e 4,6 rimbalzi di media. Lasciò la squadra quando arrivò il dominante pivot senegalese Mamadou N'Diaye, che gli sottrasse ulteriormente spazio in campo e lo persuase a trasferirsi di nuovo in Spagna.

## Vita privata e affari
Sposato con Ellen Suetholz, una delle migliori tenniste NCAA ai tempi in cui entrambi erano alla Villanova University. Da Ellen Michael ha avuto tre figlie: Taylor Rose, Kya Melat e Shae. Ellen ha avuto un ruolo chiave nell'intrapresa della Michael Bradley Family Foundation, una fondazione in aiuto dei bambini e degli adulti, dando loro educazione e supporto anche attraverso lo sport. È inoltre proprietario del Moksha Yoga degli Stati Uniti, un gruppo di praticanti yoga diffuso in tutto il mondo che intraprende studi e riflessioni attinenti all'etica, alla vita nel rispetto dell'ambiente e la compassione.

## Palmarès
- Campione NCAA (1998)
- NCAA AP All-America Second Team (2001)